# Melón (color)
El melón es un color claro que varía desde un naranja claro a tonos más rosados. Su referencia es el color de la pulpa del melón.

## Ejemplos y coloraciones similares
| Nombre                | Muestra | Cod. Hex. | RGB | RGB | RGB | HSV | HSV  | HSV  |
| --------------------- | ------- | --------- | --- | --- | --- | --- | ---- | ---- |
| Melón                 |         | #FFB888   | 255 | 184 | 136 | 24° | 47%  | 100% |
| Melón                 |         | #FFA971   | 255 | 169 | 113 | 24° | 100% | 72%  |
| Amarillo melón        |         | #F4A900   | 244 | 169 | 0   | 42° | 100% | 96%  |
| Damasco o albaricoque |         | #FBCEB1   | 251 | 206 | 177 | 24° | 29%  | 98%  |
| Damasco o albaricoque |         | #FAB57F   | 250 | 181 | 127 | 26° | 49%  | 98%  |
| Durazno o melocotón   |         | #FFE5B4   | 255 | 229 | 180 | 40° | 29%  | 100% |